# Pervij TVCH
Pervij TVCH (russisch Первый ТВЧ, wiss. Transliteration Pervyĭ TVCH, „Erster TVCH“) ist ein russischer Fernsehanbieter, der sich auf die Bereitstellung von Kanälen für Satelliten- und Kabelübertragungen spezialisiert hat. Das Unternehmen wurde im Jahr 2007 in Sankt Petersburg gegründet. Der Generaldirektor des Unternehmens ist Nikolaj Orlow. Rund 6,2 Millionen Menschen empfangen den Pervij TVCH, dabei entfallen etwa 770.000 Zuschauer auf Moskau und Umgebung sowie über 210.000 Zuschauer auf die Region Sankt Petersburg.

## Geschichte
Der Sender wurde am 27. April 2007 gegründet. Zu Beginn wurden die Fernsehkanäle Teleputeschestwija (TV-Reisen), Wesjoloje TV (Lustiges TV) und Raketa TV (Raketen-TV) gesendet. 
Im Herbst kamen die Kanälen Notschnoj Klub (Nachtklub; Erotik), Zoo TV und Kinopokaz (Kinokanal) hinzu.
Im August 2008 übertrug Pervij TVCH mit Kinopokaz HD (Kinokanal HD), erstmals einen HD-Kanal in hochauflösendem Format und Dolby-Surround-Ton. 
Der Kinderkanal Raketa TV wurde im September desselben Jahres in Teen TV umbenannt, dem ersten Teenager-Kanal Russlands. 
Pervij TVCH erweiterte im Sommer 2009 sein HD-Kanalpaket: Kinopokaz HD-1 (Kinokanal HD-1), Kinopokaz HD-2(Kinokanal HD-2), Teleputeschestwija HD (TV Reisen HD) und High Life HD wurden ausgestrahlt.
Im Herbst unterzeichnete der Sender einen Vertrag mit BBC, die Walt Disney Company, 20th Century Fox und Metro-Goldwyn-Mayer, wodurch eine Angebotserweiterung des Kanals Teleputeschestwija HD (TV Reisen HD) und der Kinokanäle möglich wurde. 
Am 1. Dezember 2009 wurde die Übertragung des Kanals Okhotnik i Rybolow (Jäger und Angler) im Testbetrieb gestartet.
Im Februar 2010 gewann der Kanal «Teleputeschestwija HD» (TV Reisen HD) die nationale Auszeichnung Boljschaja Zifra durch seinen Sieg in der Kategorie Neues Russisches Fernsehen. Zusätzlich war er in der Kategorie Der beste HD TV Kanal nominiert. 
Ebenfalls im Frühling 2010 schloss Pervij TVCH einen Vertrag mit Home Box Office, NBCUniversal und Paramount Pictures, um weitere Spielfilme anbieten zu können. 
Die Kanäle Zagorodnij (Auf dem Lande) und Diskoteka TV (Disko TV) sind seit Juni 2010 zu sehen. 
Im Februar 2011 startete der Mobilfunkanbieter Mobile TeleSystems im Testbetrieb den Kanal Look TV.

## Empfang
Die Übertragung der Kanäle im Standard-Definition-Format wird vom Anbieter Trikolor TV durchgeführt. Sie sind über die Satelliten Eutelsat W4 (36 w. L.) und Bonum-1 (56 w. L.) empfangbar.
Die Übertragung der Kanäle im HD-Format findet entweder durch den Betreiber Platforma HD über den Satelliten Eurobird 9A (9 w. L.), durch die Kabelnetze der Anbieter von kostenpflichtigen Sendern oder über das Internet statt.

## Fernsehkanäle
Seit 2007
- Teleputeschestwija (TV Reisen)
- Teen TV
- Notschnoj Klub (Nachtklub)
- Zoo TV
- Kinopokaz (Kinovorführung)

Seit 2008
- Tonus TV

Seit 2009
- Kinopokaz Sibir (Kinovorführung Sibirien)
- Teen TV Sibir (Teen TV Sibirien)
- Notschnoj Klub Sibir (Nachtclub Sibirien)
- Kinopokaz HD-1 (Kinovorführung HD-1)
- Kinopokaz HD-2 (Kinovorführung HD-2)
- Teleputeschestwija HD (TV Reisen HD)
- High Life HD
- Zhenskij mir HD (Frauenwelt HD)
- Okhotnik i rybolow (Jäger und Angler)

Seit 2010
- Zagorodnij (Auf dem Lande)
- Diskoteka TV (Disko TV)
- High Life SD
- Zhenskij mir SD (Frauenwelt SD)
- Teleputeschestwija HD Sibir (TV Reisen HD Sibirien)

seit 2011
- Look TV

## Eigenproduktionen
- Kinoseans (Kinoverstellung)
- Kinopokaz predstawljaet (Präsentierte Kinovorführung)
- Ja tam byl! (Ich war dort!)
- Otpusk bez problem (Urlaub ohne Probleme)
- Puteschestwuem wmeste (Wir reisen zusammen)
- Deti protiw wzroslykh (Kinder gegen Erwachsene)[8]
- Smotri na menja! (Schau mich an!)
- Enziklopedija professij (Berufsenzyklopädie)
- Teen-Bowl
- Street-time
- Teen club
- Zooakademija (Zooakademie)
- Koschatschij alfawit (Katzen-Alphabet)
- Sobatschje delo (Hundesache)
- My pozabotimsja (Wir kümmern uns)
- Web-Zoopark (Web-Zoo)
- W kurse dela (Auf dem Laufenden)